# Berenberg Bank
Berenberg Bank is een Duitse investeringsbank in Hamburg, opgericht in 1590 door de broers Hans en Paul Berenberg uit Antwerpen. Het is de oudste bank van Duitsland en, na Monte dei Paschi di Siena in Italië, de oudste bank ter wereld. Het is de oudste handelsbank in de wereld en de oudste bank met dezelfde rechtspersoon ter wereld.